# Faker
Faker – australijski zespół grający alternatywnego rocka, pochodzący z Sydney, założony w 1996 roku. Zespół składał się z wokalisty Nathana Hudsona, perkusisty Lucio Pedrazziego, gitarzysty Stefana Gregory i basisty Nicholasa Munningsa.
Zespół nagrał dwa albumy. Choć powstał w 1996 roku pierwszy album, Addicted Romantic, ukazał się dopiero w  2005 roku. Wcześniej zespół grał wielokrotnie lokalne występy Po wydaniu w 2007 roku kolejnego albumu Be the Twilight Faker zyskał rozpoznawalność. Ich drugi album, Be the Twilight zdobył popularność również w wielu państwach Europy.
W roku 2013, frontman Nathan Hudson poinformował o rozpadzie zespołu.

## Dyskografia
- 2005: Addicted Romantic
- 2007: Be the Twilight
- 2011: Get Loved